# Ханга, Адам
Адам Ханга (венг. Hanga Ádám; родился 12 апреля 1989 года в Будапеште) — венгерский профессиональный баскетболист, играющий на позициях атакующего защитника и лёгкого форварда. Был выбран на драфте НБА 2011 года под 59-м номером клубом «Сан-Антонио Спёрс». Игрок национальной сборной Венгрии.

## Карьера
Адам Ханга родился от венгерской мамы и отца — гражданина Экваториальной Гвинеи, который учился в Венгрии в то время. Племянник российской телеведущей Елены Ханги. Когда Адаму было три года, отец бросил семью, и он был воспитан матерью, которой помогали бабушка с дедушкой.
Ханга начал свою карьеру в венгерском клубе «Альбакомп», базирующемся в городе Секешфехервар. Там он пробыл до 2011 года. В июне 2009 года был приглашён в тренировочный лагерь Adidas, предназначенный для лучших молодых игроков от 18 до 21 года. После трёх дней тренировок он был назван 6-м лучшим игроком-неамериканцем в своей возрастной группе. В мае 2011 года перебрался в чемпионат Испании, подписав контракт с клубом «Манреса».
В июле 2013 года Ханга подписал четырёхлетний контракт с другим испанским клубом «Баскония». В августе 2014 года он был отдан в годичную аренду на сезон 2014/2015 в итальянский клуб «Сидигас Авеллино». После окончания сезона в Италии вернулся в «Басконию» для участия в финальных играх.
В сезоне 2016/2017 Ханга стал капитаном «Басконии» после ухода Фабьена Козёра в немецкий «Брозе».
Летом 2017 года «Барселона» подписала с форвардом 3-летний контракт на 7,5 миллиона евро, однако «Баскония» воспользовалась правилом «tanteo» — повторила предложение и сохранила игрока. 23 июля 2017 года Ханга переподписал контракт с «Басконией» до сезона 2019/20.
22 августа 2017 года «Баскония» и «Барселона» достигли соглашения о переходе Ханги в каталонский клуб. 9 июля 2019 года «Барселона» объявила, что Ханга продлил контракт с клубом до 2022 года с возможностью продления до 2023 года. 16 июля 2021 года Ханга расстался с клубом после четырех сезонов совместной игры.
23 июля 2021 года Ханга подписал двухлетний контракт с мадридским «Реалом». 24 июня 2023 года «Реал» сообщил игроку, что не будет активировать опцию его контракта и Ханга становится свободным агентом.
12 июля 2023 года Ханга подписал двухлетний контракт с сербским клубом «Црвена звезда».
4 июля 2024 года он подписал контракт с испанским клубом «Ховентут».

### Сборная Венгрии
Адам Ханга является лидером национальной сборной Венгрии. Он участвовал в квалификации к чемпионату Европы 2013 года (4-е место из 5 команд в отборе) и в квалификации к чемпионату Европы 2017 года, где помог своей сборной одержать 6 побед в 6 матчах (по 2 победы над Великобританией, Македонией и Люксембургом) и уверенно квалифицироваться на чемпионат Европы.
27 января 2025 года Ханга объявил о завершении выступлений в составе сборной Венгрии.

## Достижения
- Чемпион Испании: 2020/2021
- Обладатель Кубка Испании (3): 2018, 2019, 2021

## Статистика
| Сезон                                                                                   | Команда          | Лига              | GP  | GS  | MPG  | FG%  | 3P%  | FT%  | RPG | APG | SPG | BPG | PPG  |  |
| 2011/12                                                                                 | Манреса          | Чемпионат Испании | 34  | 13  | 21,4 | 39,7 | 26,8 | 66,7 | 2,9 | 1,9 | 1,4 | 0,7 | 7,8  |  |
| 2012/13                                                                                 | Манреса          | Чемпионат Испании | 32  | 19  | 26,0 | 41,8 | 35,3 | 70,3 | 4,5 | 2,3 | 1,3 | 0,8 | 11,7 |  |
| 2013/14                                                                                 | Все клубы        | Все лиги          | 42  | 8   | 17,3 | 48,9 | 31,6 | 52,4 | 2,3 | 1,1 | 0,9 | 0,6 | 5,8  |  |
| 2013/14                                                                                 | Баскония         | Чемпионат Испании | 26  | 8   | 17,4 | 51,3 | 33,3 | 50,0 | 2,4 | 1,0 | 1,0 | 0,6 | 5,8  |  |
| 2013/14                                                                                 | Баскония         | Евролига          | 15  | 0   | 17,0 | 44,9 | 28,6 | 56,0 | 2,1 | 1,1 | 0,7 | 0,5 | 5,6  |  |
| 2013/14                                                                                 | Баскония         | Кубок Испании     | 1   | 0   | 20,5 | 50,0 | 33,3 | 50,0 | 2,0 | 2,0 | 3,0 | 3,0 | 8,0  |  |
| 2014/15                                                                                 | Все клубы        | Все лиги          | 35  | 29  | 27,0 | 39,6 | 25,0 | 72,3 | 4,2 | 2,6 | 1,8 | 0,7 | 9,7  |  |
| 2014/15                                                                                 | Сидигас Авеллино | Чемпионат Италии  | 30  | 28  | 28,6 | 39,5 | 26,5 | 71,2 | 4,3 | 2,7 | 1,9 | 0,8 | 10,6 |  |
| 2014/15                                                                                 | Сидигас Авеллино | Кубок Италии      | 1   | 1   | 33,0 | 38,5 | 0,0  | 83,3 | 8,0 | 3,0 | 2,0 | 1,0 | 15,0 |  |
| 2014/15                                                                                 | Баскония         | Чемпионат Испании | 4   | 0   | 13,4 | 44,4 | 0,0  | 0,0  | 3,0 | 1,8 | 0,8 | 0,3 | 2,0  |  |
| 2015/16                                                                                 | Все клубы        | Все лиги          | 69  | 63  | 27,7 | 49,3 | 30,4 | 71,5 | 4,7 | 1,6 | 1,5 | 1,0 | 9,1  |  |
| 2015/16                                                                                 | Баскония         | Чемпионат Испании | 40  | 34  | 26,5 | 50,5 | 28,3 | 72,6 | 4,3 | 1,5 | 1,5 | 0,8 | 9,4  |  |
| 2015/16                                                                                 | Баскония         | Евролига          | 27  | 27  | 29,0 | 45,2 | 27,9 | 70,7 | 5,1 | 1,7 | 1,4 | 1,2 | 8,2  |  |
| 2015/16                                                                                 | Баскония         | Кубок Испании     | 2   | 2   | 33,6 | 70,6 | 63,6 | 50,0 | 5,5 | 2,5 | 3,0 | 1,0 | 16,0 |  |
|                                                                                         |                  | Всего             | 212 | 132 | 24,3 | 44,2 | 29,9 | 68,2 | 3,8 | 1,8 | 1,4 | 0,8 | 8,7  |  |
| Наведите курсор мыши на аббревиатуры в заголовке таблицы, чтобы прочесть их расшифровку |                  |                   |     |     |      |      |      |      |     |     |     |     |      |  |